# Colias krauthii
Espèce
Colias krauthii est un  insecte lépidoptère de la famille des Pieridae, de la sous-famille des Coliadinae et du genre Colias.

## Dénomination
Colias  krauthii a été nommé par Klots en 1935.
Synonymes : Colias alexandra krauthii ; Colias christina krauthii .

### Sous-espèces
Colias krauthii krauthii; présent dans le Wyoming et le Dakota du Sud.
Colias  krauthii kluanensis Ferris, 1981 ; présent en Alaska, dans le Yukon et en Colombie-Britannique.
Colias  krauthii kluanensis est parfois considérée comme étant Colias chritina kluanensis.

## Description
Colias krauthii est un papillon de taille moyenne dont le mâle est d'une couleur allant du jaune clair brillant dans la partie basale jaune d'or, avec une large bordure marron marquée de veines jaunes et une frange rose.  La cellule à l'aile antérieure est marquée d'un point noir et  l'aile postérieure par un point orange. Le revers est jaune plus pâle sans bordure foncée avec une frange rose bien visible.
Les femelles sont plus claires, avec une partie basale des antérieures jaune et une partie distale ainsi que les postérieures de couleur presque blanche et une frange rose.

## Biologie
Colias krauthii vole en juillet, en une seule génération

### Plantes hôtes
Les plantes hôtes de sa chenille sont des Astragalus.

## Écologie et distribution
Colias  krauthii est présent dans le nord-ouest de l'Amérique du Nord, en Alaska, dans le Yukon et en Colombie-Britannique, dans le Wyoming et le Dakota du Sud.

### Biotope
Il réside dans les lieux où pousse sa plante hôte.

### Protection
Pas de statut de protection connu.